# Jens Kölker

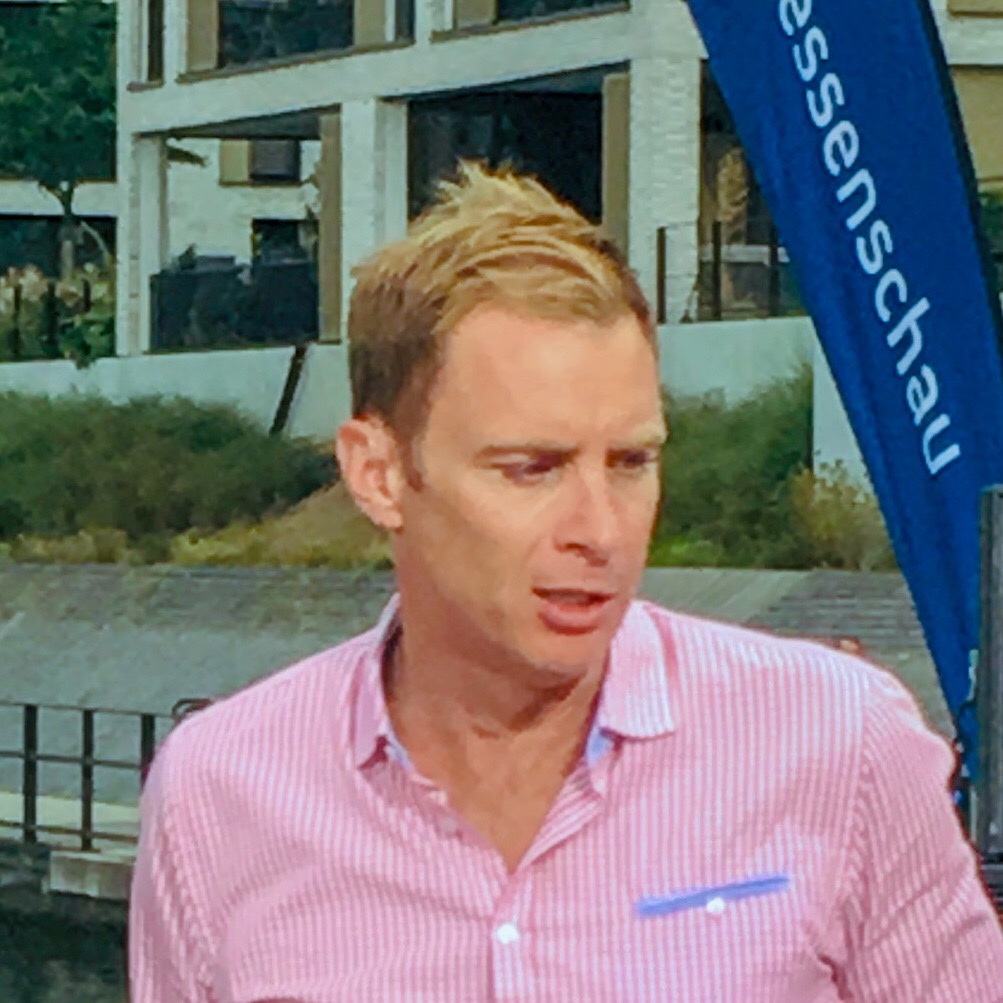
Jens Kölker (2019)

Jens Kölker, * 30. August 1970 in Kettwig (heute Essen-Kettwig) ist ein deutscher Journalist und Fernsehmoderator.

## Leben
Kölker wuchs in Essen auf. Nach Schulabschluss und Studium der Germanistik und Medienwissenschaften in Düsseldorf arbeitete er für die Westdeutsche Allgemeine Zeitung, die Kölnische Rundschau, RTL, RIAS TV und Deutsche Welle TV in Bonn, Berlin, Brüssel und Washington.
Seit 1998 ist Kölker für das hr-fernsehen des Hessischen Rundfunks tätig, wo er seit 1999 Beiträge zur hessenschau beisteuert. Außerdem moderiert Kölker seit 2004 den Dörfer-Wettbewerb Dolles Dorf und seit Januar 2012 die nachmittägliche Service- und Unterhaltungssendung hallo hessen für das hr-fernsehen. Seit 2010 produzierte er außerdem für das hr-fernsehen drei Staffeln der Fernsehserie Hessenzeitreise.
Jens Kölker hatte mehrere Auftritte in Krimi-Fernsehspielen in der Rolle als Journalist: 2005 in dem Tatort Leerstand, 2011 in der Folge Eigentor der Kinderkrimi-Serie Krimi.de und 2015 in dem Tatort Wer bin ich?
In der Sendung wurde durch den Fernsehkoch Thorben Laas eine Tasse mit seinem üblichen Spruch, wenn es etwas isst, „Das ist das Beste ... das ich jeh gegessen habe.“ überreicht. Diese wurden von Gästen des Fernsehkochs entworfen.
Er wohnt in Frankfurt-Sachsenhausen.